# Čovjek koga treba ubiti
Čovjek koga treba ubiti (l'home a qui volia matar) és una pel·lícula fantàstica iugoslava de 1979 en croat dirigida per Veljko Bulajić. La pel·lícula va ser seleccionada com a entrada iugoslava per al Oscar a la millor pel·lícula de parla no anglesa als Premis Oscar de 1979, però no va ser acceptada com a nominada.

## Sinopsi
Després de l'assassinat del tsar Pere III de Rússia, que va ser succeït per Caterina II de Rússia, Satanàs creu que l'equilibri entre el bé i el mal a la Terra s'ha desestabilitzat, i que això no pot ser. Per aquest motiu envia a la Terra al professor Farfa, que se sembla molt a Pere III, amb la missió d'ocupar el lloc del príncep de Montenegro Šćepan Mali. Quan és acceptat líder dels montenegrins es proclama tsar i inicia la resistència contra els turcs. Farfa és guanyat pel coratge dels montenegrins i s'enamora de la bella Elfa. Com que no segueix els seus plans, Satanàs es proposa matar-lo.

## Repartiment
- Zvonimir Črnko - Farfa Šćepan Mali / Petar III
- Vladimir Popović - Kapetan Tanovic
- Charles Millot - Agent prvog reda
- Ranko Kovačević - Djakon
- Tanja Bošković - Elfa
- Dušica Žegarac - Justina
- Tanasije Uzunović - Vrhovni sotona
- Mate Ergović - Stanko Palikarda, Elfin otac
- Zuzana Kocúriková - Zefira, bludnica
- Danilo Radulović
- Antun Nalis
- Ivica Pajer - Ruski Knez
- Ivo Vukcevic
- Veljko Mandic - Crnogorac

## Premis
Veljko Bulajić va obtenir el Premi a la millor direcció al XIII Festival Internacional de Cinema Fantàstic i de Terror de 1980.